# Lena Hartwig
Lena Hartwig, född 1945, är en svensk socialdemokrat och tidigare kommunalråd i Uppsala. Hon var ledamot av kommunfullmäktige 1988–2010 och satt i kommunstyrelsen 1994–2010 (före dess ersättare 1991–1994), varav perioden 1998–2002 som förste vice ordförande, 2002–2006 som ordförande och 2006–2010 som andre vice ordförande. Därtill har hon haft ett antal andra politiska uppdrag så som ordförande för krisledningsnämnden (2004–2006) och ordförande för Uppsala Konsert & Kongress AB (2015–2018).
Hartwig var under många år borgerlig vigselförrättare, men under våren 2012 gick hennes vigselförordnande ut. Trots detta vigde hon ett 30-tal par. Hon återfick dock vigselförordnande den 23 april samma år.